# Trägergemeinschaft für Akkreditierung
Trägergemeinschaft für Akkreditierung (TGA) est une ancienne association allemande de certification fondée en 1990 qui a fusionné avec la Deutsche Akkreditierungsstelle (DAkkS) en 2010.